# Česká slepice zlatě kropenatá
Česká slepice zlatá kropenatá (nebo také Česká slepice zlatě kropenatá, Česká zlatá kropenka příp. Češka) je české národní plemeno slepice.

## Původ plemene
Česká slepice zlatě kropenatá je původním barevným rázem starého krajového plemene, které je chováno na území Česka již po staletí. Ve své současné podobě byla vyšlechtěna na počátku 20. století ze zbytků původních českých selských slepic chovaných v obcích Komorovice a Dobronín. Vyznačuje se velmi živým temperamentem, ostražitostí až plachostí, značnou otužilostí a velkou shánlivostí. Tyto vlastnosti jí předurčují zejména pro chov ve velkých výbězích.

## Charakteristika plemene
Česká slepice je lehkého typu, středního tělesného rámce, s dobře osvaleným trupem válcovitého tvaru, středně vysokého postoje, s menší hlavou s jemným listovým hřebenem a s výše neseným, bohatým ocasem. Barva kůže je bílá. Snáška je 150–190 vajec s krémově zbarvenou až světle hnědou skořápkou,
kdy minimální hmotnost násadových vajec je 55 g. Slepice mají vyvinutý mateřský pud, jsou dobrými kvočnami, které nejen vodí kuřata, ale také je vysedí.

## Ochrana
Česká slepice je dnes ve své čistokrevné formě kriticky ohroženým plemenem. Poté, kdy se v minulých letech vynořily důvodné pochybnosti o čistotě populace vedené Českým svazem chovatelů a Klubem chovatelů českých slepic, prokázala kontrola České plemenářské inspekce závažné nedostatky ve vedení plemenářské agendy tohoto plemene. Největším nedostatkem bylo zejména neprůkazné vedení původů zvířat. Také testování mnoha vzorků populace vedené Českým svazem choatelů v chovech Šlehoferových soukromých genetických rezerv ukázalo na kontaminaci populace krví několika cizích plemen a na fakt, že tato populace nesplňuje definici plemene, a to zejména z toho důvodu, že jednotliví jedinci v dostatečné míře nepředávají potomstvu znaky charakteristické pro českou slepici, resp. předávají znaky typické pro cizí plemena, v neposlední řadě pak také z toho důvodu, že jsou v této populaci uchovňováni jedinci nestandardní, nedosahující standardních hodnot užitkovosti. Po vyřazení plemene z Národního programu konzervace a využívání genetických zdrojů již existuje pouze jediná genetická rezerva tohoto plemene. Ta je chována v soukromé sbírce Šlehoferových soukromých genetických rezerv v několika chovných liniích v celkovém počtu několika stovek zvířat. V současné době se tak jedná o jediné existující uzavřené nukleum plemene zaručující další uchování plemene v čistokrevné podobě. Zajímavostí je, že Šlehoferovy soukromé genetické rezervy disponují zřejmě nejpůvodnější existující chovnou linií tohoto plemene. Tato chovná linie se vyznačuje vlastnostmi typickými pro toto plemeno v dřívější době, a to včetně standardní úrovně užitkovosti, původního tělesného rámce a původního zbarvení vaječné skořápky, které je smetanově nažloutlé. Z tohoto důvodu také vlastník Šlehoferových soukromých genetických rezerv neuznává poslední změny provedené ve standardu plemene poté, kdy postupně došlo ke změně charakteristických vlastností plemene v důsledku křížení.